# II tysiąclecie p.n.e.
III tysiąclecie p.n.e. II tysiąclecie p.n.e. I tysiąclecie p.n.e.

XX wiek p.n.e. XIX wiek p.n.e. XVIII wiek p.n.e. XVII wiek p.n.e. XVI wiek p.n.e. XV wiek p.n.e. XIV wiek p.n.e. XIII wiek p.n.e. XII wiek p.n.e. XI wiek p.n.e.
II tysiąclecie p.n.e. zaznacza przejście ze średniej do późnej epoki brązu.

## Wydarzenia
- ok. 2000 p.n.e.
  - początki kultury minojskiej (pierwsze pałace na Krecie)
  - migracja Jonów na teren Grecji
  - w Italii pojawili się Indoeuropejczycy
- ok. 1900 p.n.e. – początek budowy kamiennego kręgu w Stonehenge
- ok. 1894 p.n.e. –  powstanie Babilonii
- ok. 1870 p.n.e. – pierwsze migracje Hurytów (tzw. ludów górskich)
- ok. 1800 p.n.e.
  - najazd Amorytów na Mezopotamię
  - rozwój algebry w Babilonii
  - pierwsze objawy kryzysu cywilizacji indyjskiej
  - początki kultury apenińskiej
- po 1800 p.n.e. – wkroczenie Indoeuropejczyków do Azji Mniejszej
- 1792 p.n.e. – początek panowania Hammurabiego (szóstego władcy I dynastii babilońskiej)
- 1766 p.n.e. – władzę objęła dynastia Shang (początki państwa chińskiego)
- ok. 1750 p.n.e. – początki państwa staroasyryjskiego
- ok. 1700 p.n.e.–1400 p.n.e. – wybudowano kompleksy pałacowe w Knossos, Fajstos, Mallii i Zakros (Kreta)
- ok. 1700 p.n.e.
  - migracja Achajów na teren Grecji
  - najazd Hyksosów na Egipt
  - rozwój państwa Hatti (Hetyci)
  - początek epoki brązu na ziemiach polskich
  - początki judaizmu (Abraham)
- ok. 1650 p.n.e. – egipscy chirurdzy dokonali trepanacji czaszki
- 1628 p.n.e. – wielka erupcja wulkanu Santoryn (Thera)
- ok. 1600 p.n.e.–1100 p.n.e. – rozwój kultury mykeńskiej (Mykeny)
- ok. 1600 p.n.e. – powolny zanik używania narzędzi kamiennych
- 1580 p.n.e. – wypędzenie Hyksosów z Egiptu
- 1562 p.n.e. – okres rozwoju potęgi Egiptu (XVIII dynastia)
- 1531 p.n.e. – najazd Hetytów na Babilon
- 1523 p.n.e. – początek dynastii Shang w Chinach
- ok. 1520 p.n.e. – początek budowy Świątyni Hatszepsut w Dejr-el-Bahari
- ok. 1500 p.n.e.
  - apogeum potęgi kreteńskiej
  - pojawienie się pierwszych eposów (Grecja)
  - Ariowie zajmują Indie
  - kultura apenińska osiągnęła pełnię rozwoju
  - początki wydobycia miedzi (Góry Świętokrzyskie)
- 1491 p.n.e. – początek podboju Syrii i Palestyny (Totmes III)
- ok. 1490 p.n.e. – początek plag egipskich
- ok. 1450 p.n.e. – początek rozwoju Nowego Państwa Hetytów
- ok. 1450 p.n.e.–1380 p.n.e. – Achajowie zajęli wyspy Morza Egejskiego
- ok. 1400 p.n.e.
  - zniszczenie pałacu w Knossos (upadek kultury minojskiej)
  - apogeum rozwoju kultury mykeńskiej (Grecja)
  - początki państwa średnioasyryjskiego
- ok. 1380 p.n.e. – ekspansja terytorialna Hetytów na Bliskim Wschodzie
- ok. 1350 p.n.e.
  - reforma religijna faraona Amenhotepa IV Echnatona
  - pierwsze wzmianki o przodkach Ormian
- ok. 1300 p.n.e. – trzęsienie ziemi zniszczyło miasto Troja VI
- 1274 p.n.e. – nierozstrzygnięta bitwa pod Kadesz między wojskami egipskimi faraona Ramzesa II a armią hetycką Muwatallisa II
- ok. 1270 p.n.e. – pierwszy znany traktat pokojowy (egipsko-hetycki)
- ok. 1235 p.n.e. – początek szczytu potęgi państwa średnioasyryjskiego
- ok. 1230 p.n.e.–1225 p.n.e. – upadek (zniszczenie) Troi
- 1226 p.n.e. – pierwszy odnotowany wybuch wulkanu Etna
- ok. 1200 p.n.e.
  - początek rozwoju kultury łużyckiej
  - najazd Dorów na Grecję (spalono Mykeny i Pylos)
  - początek formowania się greckich miast-państw
  - najazd tzw. ludów morza na Egipt
  - pojawienie się pierwszych przedmiotów żelaznych (Bliski Wschód)
  - migracje ludów semickich (gł. Aramejczyków)
  - najazd ludów tracko-frygijskich na Azję Mniejszą (zburzenie Troi VIIa)
  - przybycie Hebrajczyków do Izraela
  - rozkwit miast fenickich
- ok. 1030 p.n.e. – powstanie państwa izraelskiego
- 1027 p.n.e. – początek dynastii Zhou w Chinach (upadek dynastii Shang)
- ok. 1000 p.n.e.
  - początki państwa Sparta
  - rozwój kultu Apollina na wyspie Delos i w Delfach
  - pierwsze migracje Bantu z Afryki Zachodniej na wschód
  - Egipcjanie jako pierwsi dodają do piwa chmielu
  - Ziemię zamieszkiwało ok. 50 mln ludzi

## Odkrycia i wynalazki
- ok. 2000 p.n.e.
  - produkcja mydła (skład: popiół roślinny, oliwa i glinka; Babilonia)
  - sporządzano lody (Chiny)
  - najstarsze ślady gry w kości (Egipt)
  - wyprodukowano pierwsze sandały (Egipt)
  - wynaleziono lekki rydwan konny
- ok. 1500 p.n.e.
  - wynaleziono pismo alfabetyczne (Kanaan)
  - w Egipcie wynaleziono żuraw (ułatwiał nawadnianie pól)
  - wynaleziono technikę wyrobu szkliwa (Babilonia)
- ok. 1400 p.n.e. – użycie pisma linearnego B (Kreta)